# زیردریایی آی-۱۶۸
زیردریایی آی-۱۶۸ (به انگلیسی: Japanese submarine I-168) یک زیردریایی بود که طول آن 322' 10" بود. این زیردریایی در سال ۱۹۳۳ ساخته شد.